# Gregoriano Canedo
Gregoriano Canedo foi um político brasileiro do estado de Minas Gerais.
Foi eleito deputado estadual na Assembleia Legislativa de Minas Gerais para a 2ª Legislatura (1951 - 1955), pelo PR. Foi substituído por José Felipe da Silva no período de 17/2 a 7/4/1954.

## Ver Também
- Lista dos deputados estaduais de Minas Gerais na 2ª legislatura
- Lista dos deputados estaduais de Minas Gerais na 3ª legislatura
- Lista dos deputados estaduais de Minas Gerais na 4ª legislatura